# Mr. Children/Diskografie
Diese Diskografie ist eine Übersicht über die musikalischen Werke der japanischen Band Mr. Children. Den Schallplattenauszeichnungen zufolge hat sie bisher mehr als 59,2 Millionen Tonträger verkauft. Ihre erfolgreichste Veröffentlichung ist das Album Atomic Heart mit über 3,4 Millionen verkauften Einheiten.

## Alben

### Studioalben
| Jahr | Titel                                                | Höchstplatzierung, Gesamtwochen, AuszeichnungChartsChartplatzierungen (Jahr, Titel, Platzierungen, Wochen, Auszeichnungen, Anmerkungen) | Anmerkungen                                                       |
| Jahr | Titel                                                | JP | Anmerkungen                                                       |
| ---- | ---------------------------------------------------- | --- | ----------------------------------------------------------------- |
| 1992 | Everything                                           | JP25 ×2Doppelplatin · (83 Wo.)JP | Erstveröffentlichung: 10. Mai 1992 Verkäufe JP: + 451.440         |
| 1992 | Kind of Love                                         | JP13 ×4Vierfachplatin · (159 Wo.)JP | Erstveröffentlichung: 1. Dezember 1992 Verkäufe JP: + 1.179.780   |
| 1993 | Versus                                               | JP3 Diamant · (105 Wo.)JP | Erstveröffentlichung: 1. September 1993 Verkäufe JP: + 802.140    |
| 1994 | Atomic Heart                                         | JP1 ×3Dreifachdiamant · (96 Wo.)JP | Erstveröffentlichung: 1. September 1994 Verkäufe JP: + 3.429.650  |
| 1996 | Shinkai (深海)                                       | JP1 ×2Doppeldiamant · (46 Wo.)JP | Erstveröffentlichung: 24. Juni 1996 Verkäufe JP: + 2.744.950      |
| 1997 | Bolero                                               | JP1 ×3Dreifachdiamant · (38 Wo.)JP | Erstveröffentlichung: 5. März 1997 Verkäufe JP: + 3.283.270       |
| 1999 | Discovery                                            | JP1 ×4Vierfachplatin · (20 Wo.)JP | Erstveröffentlichung: 3. Februar 1994 Verkäufe JP: + 1.814.180    |
| 2000 | Q                                                    | JP2 Diamant · (14 Wo.)JP | Erstveröffentlichung: 27. September 2000 Verkäufe JP: + 896.890   |
| 2002 | It’s a Wonderful World                               | JP1 ×3Dreifachplatin · (66 Wo.)JP | Erstveröffentlichung: 19. Mai 2002 Verkäufe JP: + 1.232.655       |
| 2004 | Shifuku no Oto (シフクノオト)                        | JP1 Diamant · (75 Wo.)JP | Erstveröffentlichung: 7. April 2004 Verkäufe JP: + 1.411.799      |
| 2005 | I Love U (I♥U)                                       | JP1 Diamant · (42 Wo.)JP | Erstveröffentlichung: 21. September 2005 Verkäufe JP: + 1.137.349 |
| 2007 | Home                                                 | JP1 Diamant · (64 Wo.)JP | Erstveröffentlichung: 14. März 2007 Verkäufe JP: + 1.207.417      |
| 2008 | Supermarket Fantasy                                  | JP1 Diamant · (86 Wo.)JP | Erstveröffentlichung: 10. Dezember 2008 Verkäufe JP: + 1.277.906  |
| 2010 | Sense                                                | JP1 ×3Dreifachplatin · (48 Wo.)JP | Erstveröffentlichung: 1. Dezember 2010 Verkäufe JP: + 784.282     |
| 2012 | (An Imitation) Blood Orange                          | JP1 ×3Dreifachplatin · (36 Wo.)JP | Erstveröffentlichung: 28. November 2012 Verkäufe JP: + 775.713    |
| 2015 | Reflection                                           | JP1 ×2Doppelplatin · (51 Wo.)JP | Erstveröffentlichung: 4. Juni 2015 Verkäufe JP: + 587.108         |
| 2018 | Jyuryoku to Kokyu (重力と呼吸) Gravity and Breathing | JP1 ×2Doppelplatin · (35 Wo.)JP | Erstveröffentlichung: 3. Oktober 2018 Verkäufe JP: + 446.128      |
| 2020 | Soundtracks                                          | JP1 Platin · (41 Wo.)JP | Erstveröffentlichung: 2. Dezember 2020 Verkäufe JP: + 278.506     |
| 2023 | Miss You                                             | JP1 Gold · (55 Wo.)JP | Erstveröffentlichung: 4. Oktober 2023 Verkäufe JP: + 164.988      |

### Livealben
| Jahr | Titel | Höchstplatzierung, Gesamtwochen, AuszeichnungChartsChartplatzierungen (Jahr, Titel, Platzierungen, Wochen, Auszeichnungen, Anmerkungen) | Anmerkungen                                                    |
| Jahr | Titel | JP | Anmerkungen                                                    |
| ---- | ----- | --- | -------------------------------------------------------------- |
| 1999 | 1/42  | JP1 Platin · (7 Wo.)JP | Erstveröffentlichung: 8. September 1999 Verkäufe JP: + 559.310 |

### Kompilationen
| Jahr | Titel                                  | Höchstplatzierung, Gesamtwochen, AuszeichnungChartsChartplatzierungen (Jahr, Titel, Platzierungen, Wochen, Auszeichnungen, Anmerkungen) | Anmerkungen                                                  |
| Jahr | Titel                                  | JP | Anmerkungen                                                  |
| ---- | -------------------------------------- | --- | ------------------------------------------------------------ |
| 2001 | Mr. Children 1992–1995                 | JP1 ×2Doppeldiamant · (368 Wo.)JP | Erstveröffentlichung: 11. Juli 2001 Verkäufe JP: + 2.403.348 |
| 2001 | Mr. Children 1996–2000                 | JP2 ×4Vierfachplatin · (263 Wo.)JP | Erstveröffentlichung: 11. Juli 2001 Verkäufe JP: + 1.824.634 |
| 2007 | B-Side                                 | JP1 ×2Doppelplatin · (26 Wo.)JP | Erstveröffentlichung: 10. Mai 2007 Verkäufe JP: + 479.320    |
| 2012 | Mr. Children 2001–2005 ＜micro＞       | JP2 Diamant · (48 Wo.)JP | Erstveröffentlichung: 10. Mai 2012 Verkäufe JP: + 1.116.782  |
| 2012 | Mr. Children 2005–2010 ＜macro＞       | JP1 Diamant · (129 Wo.)JP | Erstveröffentlichung: 10. Mai 2012 Verkäufe JP: + 1.215.909  |
| 2017 | Mr. Children 1992–2002 Thanksgiving 25 | JP— Gold (Digital)JP | Erstveröffentlichung: 10. Mai 2017 Verkäufe JP: + 100.000    |
| 2017 | Mr. Children 2003–2015 Thanksgiving 25 | JP— Gold (Digital)JP | Erstveröffentlichung: 10. Mai 2017 Verkäufe JP: + 100.000    |
| 2022 | Mr. Children 2011–2015                 | JP2 Platin · (40 Wo.)JP | Erstveröffentlichung: 11. Mai 2012 Verkäufe JP: + 185.020    |
| 2022 | Mr. Children 2015–2021 & Now           | JP1 Platin · (44 Wo.)JP | Erstveröffentlichung: 11. Mai 2022 Verkäufe JP: + 193.007    |

## Singles
| Jahr | Titel Album                                                                         | Höchstplatzierung, Gesamtwochen, AuszeichnungChartsChartplatzierungen (Jahr, Titel, Album, Platzierungen, Wochen, Auszeichnungen, Anmerkungen) | Anmerkungen                                                                                        |
| Jahr | Titel Album                                                                         | JP | Anmerkungen                                                                                        |
| ---- | ----------------------------------------------------------------------------------- | --- | -------------------------------------------------------------------------------------------------- |
| 1992 | Kimi ga Ita Natsu (君がいた夏) Everything                                           | JP69 (6 Wo.)JP | Erstveröffentlichung: 21. August 1992 Verkäufe JP: + 21.710                                        |
| 1992 | Dakishimetai Kind of Love                                                           | JP56 Gold + Gold (Streaming) · (16 Wo.)JP | Erstveröffentlichung: 1. Dezember 1992 Verkäufe JP: + 60.790                                       |
| 1993 | Replay Versus                                                                       | JP19 Gold · (10 Wo.)JP | Erstveröffentlichung: 1. Juli 1993 Verkäufe JP: + 88.330                                           |
| 1993 | Cross Road Atomic Heart                                                             | JP6 Diamant · (51 Wo.)JP | Erstveröffentlichung: 10. November 1993 Verkäufe JP: + 1.255.940                                   |
| 1994 | Innocent World Atomic Heart                                                         | JP1 ×4Vierfachplatin + Gold (Streaming) · (42 Wo.)JP                                                                                           | Erstveröffentlichung: 1. Juni 1994 Verkäufe JP: + 1.935.830                                        |
| 1994 | Tomorrow Never Knows Atomic Heart                                                   | JP1 ×2Doppeldiamant + Gold (Streaming) · (27 Wo.)JP                                                                                            | Erstveröffentlichung: 10. November 1994 · Verkäufe JP: + 2.766.290; + JP: Gold (Streaming – Remix) |
| 1994 | Everybody Goes -Chitsujo no Nai Gendai ni Drop-Kick- Atomic Heart                   | JP1 ×3Dreifachplatin · (19 Wo.)JP | Erstveröffentlichung: 12. Dezember 1994 Verkäufe JP: + 1.240.040                                   |
| 1995 | 【Es】 ~Theme of Es~ Atomic Heart                                                   | JP1 ×3Dreifachplatin · (19 Wo.)JP | Erstveröffentlichung: 10. Mai 1995 Verkäufe JP: + 1.571.890                                        |
| 1995 | See-Saw Game ~Yūkan na Koi no Uta~ Atomic Heart                                     | JP1 ×4Vierfachplatin + Gold (Streaming) · (19 Wo.)JP                                                                                           | Erstveröffentlichung: 10. August 1995 Verkäufe JP: + 1.811.790                                     |
| 1995 | Na mo Naki Uta (名もなき詩) Shinkai                                                 | JP1 ×2Doppeldiamant + Gold (Streaming) · (18 Wo.)JP                                                                                            | Erstveröffentlichung: 5. Februar 1996 Verkäufe JP: + 2.308.790                                     |
| 1995 | Hana -Mémento Mori- (花) Shinkai                                                    | JP1 ×4Vierfachplatin · (16 Wo.)JP | Erstveröffentlichung: 10. April 1996 Verkäufe JP: + 1.538.600                                      |
| 1995 | Machine Gun o Buppanase (Mr. Children Bootleg) Shinkai                              | JP1 ×2Doppelplatin · (11 Wo.)JP | Erstveröffentlichung: 8. August 1996 Verkäufe JP: + 733.070                                        |
| 1997 | Everything (It’s You) Bolero                                                        | JP1 ×3Dreifachplatin · (13 Wo.)JP | Erstveröffentlichung: 5. Februar 1997 Verkäufe JP: + 1.217.090                                     |
| 1998 | Nishi e Higashi E (ニシエヒガシエ) Discovery                                        | JP1 ×2Doppelplatin · (10 Wo.)JP | Erstveröffentlichung: 11. Februar 1998 Verkäufe JP: + 663.730                                      |
| 1998 | Owari Naki Tabi (終わりなき旅) Discovery                                            | JP1 Diamant + Gold (Streaming) · (17 Wo.)JP | Erstveröffentlichung: 21. Oktober 1998 Verkäufe JP: + 1.070.350                                    |
| 1999 | Hikari no Sasu Hou E (光の射す方へ) Discovery                                       | JP1 Platin · (6 Wo.)JP | Erstveröffentlichung: 13. Januar 1999 Verkäufe JP: + 455.770                                       |
| 1999 | I’ll Be Discovery                                                                   | JP1 Platin · (8 Wo.)JP | Erstveröffentlichung: 12. Mai 1999 Verkäufe JP: + 301.000                                          |
| 2000 | Kuchibue (口笛) Q                                                                   | JP1 Platin · (15 Wo.)JP | Erstveröffentlichung: 13. Januar 2000 Verkäufe JP: + 724.070                                       |
| 2000 | Not Found Q                                                                         | JP1 Platin · (9 Wo.)JP | Erstveröffentlichung: 9. August 2000 Verkäufe JP: + 607.300                                        |
| 2001 | Yasashii Uta (優しい歌) It’s a Wonderful World                                      | JP1 Platin · (15 Wo.)JP | Erstveröffentlichung: 21. August 2001 Verkäufe JP: + 477.810                                       |
| 2001 | Youthful Days It’s a Wonderful World                                                | JP1 ×2Doppelplatin · (13 Wo.)JP | Erstveröffentlichung: 7. November 2001 Verkäufe JP: + 699.270                                      |
| 2002 | Kimi Ga Suki (君が好き) It’s a Wonderful World                                      | JP1 Platin · (12 Wo.)JP | Erstveröffentlichung: 1. Januar 2002 Verkäufe JP: + 513.280                                        |
| 2002 | Any Shifuku no Oto                                                                  | JP1 Platin · (22 Wo.)JP | Erstveröffentlichung: 10. Juli 2002 Verkäufe JP: + 509.262                                         |
| 2002 | Hero Shifuku no Oto                                                                 | JP1 Platin · (32 Wo.)JP | Erstveröffentlichung: 11. Dezember 2002 Verkäufe JP: + 552.848                                     |
| 2003 | Tenohira / Kurumi (掌 / くるみ) Shifuku no Oto                                      | JP1 ×2Doppelplatin · (25 Wo.)JP | Erstveröffentlichung: 19. November 2003 Verkäufe JP: + 651.696                                     |
| 2004 | Sign I Love U                                                                       | JP1 ×3Dreifachplatin + Gold (Streaming) · (46 Wo.)JP                                                                                           | Erstveröffentlichung: 26. Mai 2004 Verkäufe JP: + 773.990                                          |
| 2005 | Yojigen: Four Dimensions (四次元) I Love U                                          | JP1 Diamant · (20 Wo.)JP | Erstveröffentlichung: 29. Juni 2005 Verkäufe JP: + 925.632                                         |
| 2006 | Houkiboshi (箒星) Home                                                              | JP1 ×2Doppelplatin · (34 Wo.)JP | Erstveröffentlichung: 5. Juli 2006 Verkäufe JP: + 419.805                                          |
| 2006 | Shirushi (しるし) Home                                                              | JP1 ×3Dreifachplatin · (28 Wo.)JP | Erstveröffentlichung: 15. November 2006 Verkäufev: + 740.080                                       |
| 2007 | Fake (フェイク) Home                                                                | JP1 Platin · (7 Wo.)JP | Erstveröffentlichung: 24. Januar 2007 Verkäufe JP: + 320.628                                       |
| 2007 | Tabidachi no uta (旅立ちの唄) Supermarket Fantasy                                   | JP1 Platin · (22 Wo.)JP | Erstveröffentlichung: 31. Oktober 2007 Verkäufe JP: + 395.343                                      |
| 2008 | Gift Supermarket Fantasy                                                            | JP1 Platin + Gold (Streaming) · (26 Wo.)JP | Erstveröffentlichung: 30. Juli 2008 Verkäufe JP: + 340.132                                         |
| 2008 | Hanabi Supermarket Fantasy                                                          | JP1 ×2Doppelplatin + Platin (Streaming) · (53 Wo.)JP                                                                                           | Erstveröffentlichung: 3. September 2008 Verkäufe JP: + 485.803                                     |
| 2012 | Inori ~Namida no Kidou / End of the Day / Pieces (An Imitation) Blood Orange        | JP1 Platin · (14 Wo.)JP | Erstveröffentlichung: 18. April 2012 Verkäufe JP: + 275.640                                        |
| 2014 | Ashioto ~Be Strong Reflection                                                       | JP2 Gold + Gold (Streaming) · (25 Wo.)JP | Erstveröffentlichung: 19. November 2014 Verkäufe JP: + 175.192                                     |
| 2017 | Hikari no Atelier (ヒカリノアトリエ) –                                              | JP1 Gold + Gold (Digital) · (37 Wo.)JP | Erstveröffentlichung: 11. Januar 2017 Verkäufe JP: + 161.749                                       |
| 2017 | Himawari Jyuryoku to Kokyu                                                          | JP1 Gold + Gold (Digital) · (17 Wo.)JP | Erstveröffentlichung: 26. Juli 2017 · Verkäufe JP: + 162.415 · + JP: Silber (Streaming)            |
| 2020 | Birthday / Kimi to Kasaneta Monologue (Birthday / 君と重ねたモノローグ) Soundtracks | JP2 Gold · (34 Wo.)JP | Erstveröffentlichung: 4. März 2020 Verkäufe JP: + 98.844                                           |

Weitere Lieder
- 1995: Miracle Earth (Yoshisuke Kuwata & Mr. Children, JP: ×4Vierfachplatin )
- 2014: Released (JP: Gold (Digital))
- 2018: Here Comes My Love (JP: Platin (Digital))
- 2018: 365日 (JP: Gold (Streaming))

## Videoalben
| Jahr | Titel                                                           | Höchstplatzierung, Gesamtwochen, AuszeichnungChartplatzierungen (Jahr, Titel, Platzierungen, Wochen, Auszeichnungen, Anmerkungen) | Höchstplatzierung, Gesamtwochen, AuszeichnungChartplatzierungen (Jahr, Titel, Platzierungen, Wochen, Auszeichnungen, Anmerkungen) | Anmerkungen                                                    |
| Jahr | Titel                                                           | JP DVD | JP Blu-ray | Anmerkungen                                                    |
| ---- | --------------------------------------------------------------- | --- | --- | -------------------------------------------------------------- |
| 1997 | Regress or Progress ’96–’97 In Tokyo Dome                       | JP DVD12 (7 Wo.)JP DVD | — | Erstveröffentlichung: 8. Oktober 1997                          |
| 2001 | Tour ’99 Discovery                                              | JP DVD8 (5 Wo.)JP DVD | — | Erstveröffentlichung: 21. Juni 2001                            |
| 2002 | Mr. Children Concert Tour Q 2000~2001                           | JP DVD4 (5 Wo.)JP DVD | — | Erstveröffentlichung: 22. August 2011                          |
| 2002 | Mr. Children Concert Tour Popsaurus 2001                        | JP DVD6 (9 Wo.)JP DVD | — | Erstveröffentlichung: 1. Januar 2002                           |
| 2004 | Mr. Children Tour 2004 Shifuku no Oto                           | JP DVD3 Gold · (53 Wo.)JP DVD | — | Erstveröffentlichung: 21. Dezember 2004 Verkäufe JP: + 100.000 |
| 2006 | Mr. Children Dome Tour (I♥U) Final in Tokyo Dome-               | JP DVD1 Gold · (39 Wo.)JP DVD | — | Erstveröffentlichung: 10. Mai 2006 Verkäufe JP: + 100.000      |
| 2007 | Mr. Children “Home” Tour 2007                                   | JP DVD2 Gold · (23 Wo.)JP DVD | — | Erstveröffentlichung: 14. November 2007 Verkäufe JP: + 100.000 |
| 2008 | Mr. Children “Home” Tour 2007 -in the field-                    | JP DVD1 Gold · (48 Wo.)JP DVD | — | Erstveröffentlichung: 6. August 2008 Verkäufe JP: + 100.000    |
| 2009 | Mr. Children Tour 2009 ~Shuumatsu no Confidence Songs~          | JP DVD1 Gold · (26 Wo.)JP DVD | — | Erstveröffentlichung: 11. November 2009 Verkäufe JP: + 100.000 |
| 2010 | Mr. Children Dome Tour 2009 ~Supermarket Fantasy~ In Tokyo Dome | JP DVD1 Gold · (38 Wo.)JP DVD | — | Erstveröffentlichung: 10. Mai 2010 Verkäufe JP: + 100.000      |
| 2010 | Split the Difference                                            | JP DVD1 Gold · (14 Wo.)JP DVD | — | Erstveröffentlichung: 10. November 2010 Verkäufe JP: + 100.000 |
| 2011 | Mr. Children Tour 2011 “Sense”                                  | JP DVD1 Gold · (25 Wo.)JP DVD | JP Blu-ray1 (16 Wo.)JP Blu-ray | Erstveröffentlichung: 23. November 2011 Verkäufe JP: + 100.000 |
| 2012 | Mr. Children Stadium Tour 2011 Sense -in the field-             | JP DVD1 Gold · (22 Wo.)JP DVD | JP Blu-ray1 (11 Wo.)JP Blu-ray | Erstveröffentlichung: 18. April 2012 Verkäufe JP: + 100.000    |
| 2012 | Mr. Children Tour Popsaurus 2012                                | JP DVD1 Gold · (33 Wo.)JP DVD | JP Blu-ray2 (34 Wo.)JP Blu-ray | Erstveröffentlichung: 19. Dezember 2012 Verkäufe JP: + 100.000 |
| 2013 | Mr. Children (An Imitation) Blood Orange Tour                   | JP DVD2 Gold · (17 Wo.)JP DVD | JP Blu-ray1 (20 Wo.)JP Blu-ray | Erstveröffentlichung: 18. Dezember 2013 Verkäufe JP: + 100.000 |
| 2015 | Reflection (Live & Film)                                        | JP DVD2 Gold · (17 Wo.)JP DVD | JP Blu-ray3 (18 Wo.)JP Blu-ray | Erstveröffentlichung: 16. Dezember 2015 Verkäufe JP: + 100.000 |
| 2016 | Mr. Children Stadium Tour 2015 Mikan                            | JP DVD1 Gold · (52 Wo.)JP DVD | JP Blu-ray1 (48 Wo.)JP Blu-ray | Erstveröffentlichung: 16. März 2016 Verkäufe JP: + 100.000     |
| 2017 | Mr. Children, Hikari no Atelier de Niji no E wo Kaku            | JP DVD1 Gold · (13 Wo.)JP DVD | JP Blu-ray2 (16 Wo.)JP Blu-ray | Erstveröffentlichung: 20. Dezember 2017 Verkäufe JP: + 100.000 |
| 2018 | Mr. Children Dome & Stadium Tour 2017 Thanksgiving 25           | JP DVD2 Gold · (92 Wo.)JP DVD | JP Blu-ray1 (70 Wo.)JP Blu-ray | Erstveröffentlichung: 21. März 2018 Verkäufe JP: + 100.000     |
| 2019 | Mr. Children Tour 2018–19 Juuryoku to Kokyuu                    | JP DVD1 Gold · (25 Wo.)JP DVD | JP Blu-ray1 (22 Wo.)JP Blu-ray | Erstveröffentlichung: 26. Juni 2019 Verkäufe JP: + 100.000     |
| 2019 | Mr. Children Dome Tour 2019 “Against All Gravity”               | JP DVD2 Gold · (31 Wo.)JP DVD | JP Blu-ray2 (29 Wo.)JP Blu-ray | Erstveröffentlichung: 25. Dezember 2019 Verkäufe JP: + 100.000 |
| 2023 | Mr. Children 30th Anniversary Tour (半世紀へのエントランス)     | JP DVD1 (83 Wo.)JP DVD | JP Blu-ray1 (69 Wo.)JP Blu-ray | Erstveröffentlichung: 25. Januar 2023                          |

Weitere Videoalben
- 1995: Es Mr. Children in Film
- 1997: Alive
- 1997: Regress or Progress ’96~’97 Document

## Statistik

### Chartauswertung
|                     | JP     |
| ------------------- | ------ |
| Nummer-eins-Alben   | JP20JP |
| Top-10-Alben        | JP25JP |
| Alben in den Charts | JP27JP |

|                       | JP     |
| --------------------- | ------ |
| Nummer-eins-Singles   | JP32JP |
| Top-10-Singles        | JP35JP |
| Singles in den Charts | JP38JP |

|                          | JP     |
| ------------------------ | ------ |
| Nummer-eins-Videoalben   | JP19JP |
| Top-10-Videoalben        | JP32JP |
| Videoalben in den Charts | JP33JP |

### Auszeichnungen für Musikverkäufe
| Platin-Schallplatte - Hongkong - 1997: für das Album Bolero - 1997: für das Album Land in Asia - 1997: für das Album Shinkai (深海) |

Anmerkung: Auszeichnungen in Ländern aus den Charttabellen bzw. Chartboxen sind in ebendiesen zu finden.
| Land/RegionAuszeichnungen für Musikverkäufe (Land/Region, Auszeichnungen, Verkäufe, Quellen) | Silber  | Gold       | Platin       | Diamant       | Verkäufe   | Quellen            |
| -------------------------------------------------------------------------------------------- | ------- | ---------- | ------------ | ------------- | ---------- | ------------------ |
| Hongkong (IFPI/HKRIA)                                                                        | —       | —          | 3× Platin3   | —             | 60.000     | ifpihk.org         |
| Japan (RIAJ)                                                                                 | Silber1 | 40× Gold40 | 90× Platin90 | 25× Diamant25 | 59.150.000 | riaj.or.jp JP2 JP3 |
| Insgesamt                                                                                    | Silber1 | 40× Gold40 | 93× Platin93 | 25× Diamant25 |            |                    |